# Acontia orientalis
Acontia orientalis là một loài bướm đêm trong họ Noctuidae.